# 과학기술윤리
과학기술윤리(영어: Ethics of scientific knowledge and technology)는 지식과 이념의 체계인 과학기술로 인해 새롭게 대두된 군사무기, 환경오염 등의 문제들을 다루는 데 필요한 기본 도덕적 관념을 말한다. 예부터 초래된 문제들이나, 현재 기술을 개발함에 따라 미래에 발생할 문제점이나 논란들에 대한 과학자들의 책임의식을 뜻하기도 한다. 과학 발달이 이루어지면서 생기는, 수많은 윤리적 문제들을 이해하고 이에 적극적으로 대처할 필요성이 제기되어 온 데서 발현한 것이 과학 기술 윤리이다. 과거와는 다르게 현재는 과학기술과 윤리가 공통 영역을 가지고 서로 발전하고 있다. 서로에 대한 반대 개념이 아닌 상호보완적 관계를 유지하며 지키기 위해 탄생한 것이 과학 기술 윤리이며, 과학자나 기술 개발자라면 지켜야 할 윤리적 개념으로 볼 수 있다.

## 같이 보기
- 알고리즘 편향
- 공학윤리
- 인공지능윤리
- 정보 윤리
- 기술철학